# OneCo-Mesterhus Cycling Team/Saison 2012
Dieser Artikel listet Erfolge und Fahrer des Radsportteams OneCo-Mesterhus Cycling Teams in der Saison 2012 auf.

## Erfolge in der UCI Europe Tour
In den Rennen der Saison 2012 der UCI Europe Tour gelangen die nachstehenden Erfolge.
| Datum   | Rennen                    | Kat. | Fahrer              |
| ------- | ------------------------- | ---- | ------------------- |
| 4. Juli | Prolog Sibiu Cycling Tour | 2.2  | Jon Einar Bergsland |

## Mannschaft
| Name                  | Geburtstag         | Nationalität | Team 2011               |
| --------------------- | ------------------ | ------------ | ----------------------- |
| Jon Einar Bergsland   | 24. August 1981    | Norwegen     | Team Trek Adecco (2009) |
| Magnus Børresen       | 18. September 1988 | Norwegen     | Neoprofi                |
| Linus Dahlberg        | 10. Oktober 1987   | Schweden     | Team Trek Adecco (2009) |
| Kristian Forbord      | 30. Juni 1988      | Norwegen     | Amore & Vita            |
| Krister Hagen         | 12. Januar 1989    | Norwegen     | Neoprofi                |
| Christian Hannestad   | 2. März 1992       | Norwegen     | Neoprofi                |
| Ola Haug              | 25. September 1991 | Norwegen     | Neoprofi                |
| Phan Åge Haugård      | 13. Mai 1992       | Norwegen     | Neoprofi                |
| Sondre Moen Hurum     | 2. Dezember 1988   | Norwegen     | Plussbank Cervélo       |
| Andreas Landa         | 24. April 1988     | Norwegen     | Neoprofi                |
| Vegard Nyhus          | 5. Mai 1988        | Norwegen     | Neoprofi                |
| Elias Angell Spikseth | 13. Juli 1990      | Norwegen     | Neoprofi                |
| Martin Stendahl       | 27. Januar 1991    | Norwegen     | Neoprofi                |